# Stogovci (gmina Majšperk)
Stogovci – wieś w Słowenii, w gminie Majšperk. W 2018 roku liczyła 240 mieszkańców.